# Naja christyi
Espèce
Synonymes
- Boulengerina christyi Boulenger, 1904

Naja christyi est une espèce de serpents de la famille des Elapidae. 

## Répartition
Cette espèce se rencontre au Congo-Kinshasa et au Congo-Brazzaville.

## Description
L'holotype de Naja christyi mesure 465 mm dont 90 mm pour la queue. Cette espèce a la face dorsale brun noirâtre. Sa nuque et le tiers antérieur de son corps présente des rayures brun clair ou noires, le noir formant un anneau au niveau de la nuque. Le dessous de sa tête est crème et le reste de sa face ventrale noirâtre. C'est un serpent ovipare venimeux.

## Étymologie
Cette espèce est nommée en l'honneur du docteur Cuthbert Christy qui a collecté l'holotype.

## Publication originale
- Boulenger, 1904 : Descriptions of two new Elapine snakes from the Congo. Annals and Magazine of Natural History, ser. 7, vol. 14, p. 14-15 (texte intégral).